# Margherita. Giornale delle signore italiane

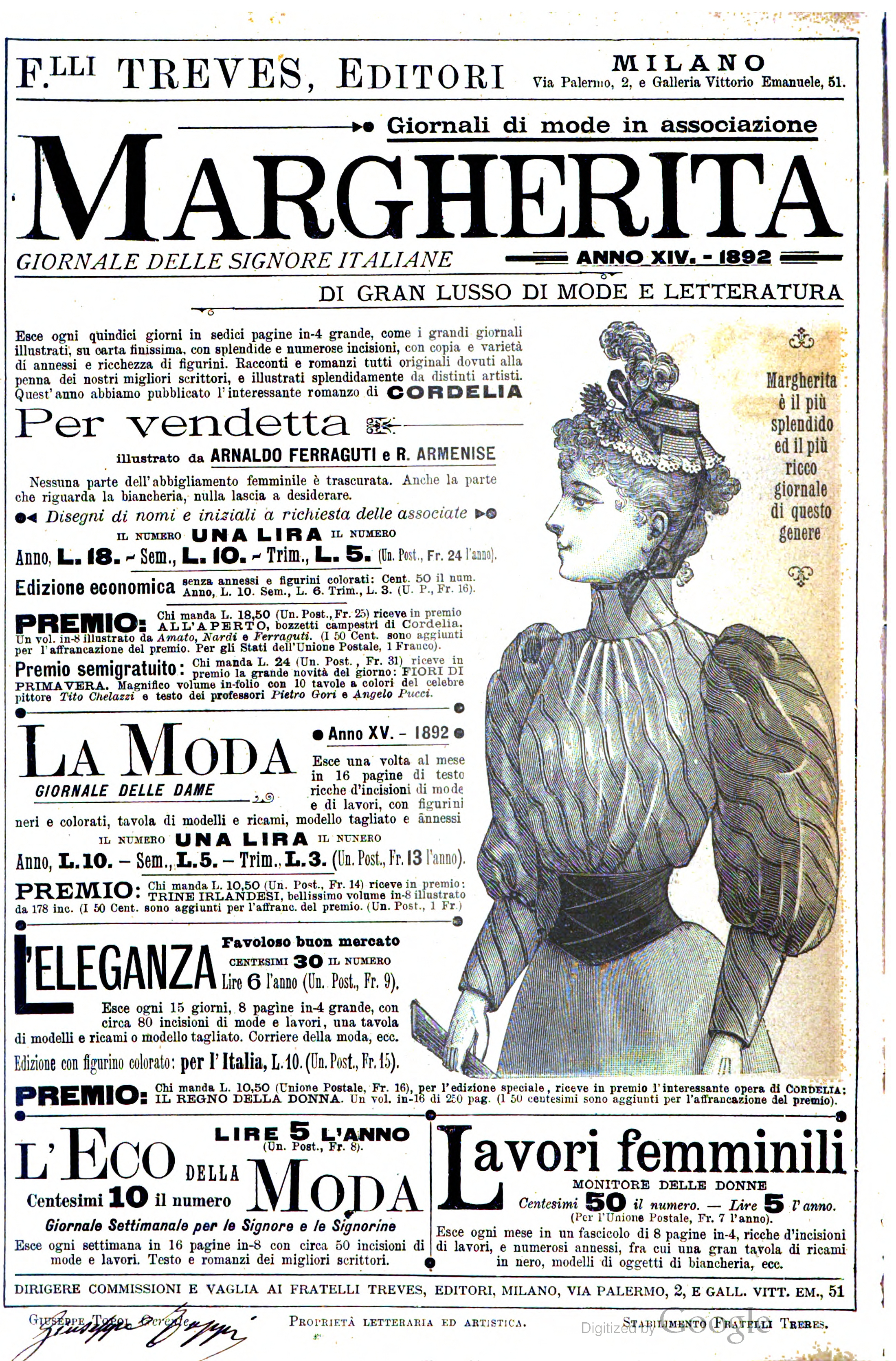
Prima pagina di un'edizione dell'anno 1892, con la presentazione della novella "Per vendetta" di Virginia Tedeschi Treves.

Margherita, chiamato anche Margherita. Giornale delle Signore Italiane oppure Giornale delle Signore italiane di gran lusso di mode e letteratura, fu una rivista femminile pubblicata in Italia dal 1878 al 1921.
Pubblicata a Milano dai Fratelli Treves, ebbe questo nome in onore a Margherita di Savoia, che fu incoronata Regina d'Italia pochi giorni prima della fondazione della rivista. Era destinato ad un pubblico dell’alta borghesia cittadina, il suo prezzo di vendita risaliva a 24 lire l’anno e contava tra i suoi collaboratori Vittorio Bersezio e Matilde Serao. Anche Evelina Cattermole Mancini, in arte Contessa Lara, famosa per le varie pubblicazioni con diverse riviste, collaborò con Margherita.
I contenuti della rivista riguardavano la cronaca dell'alta società e di attività culturale, regole di galateo, consigli di bellezza, direzione della casa e della servitù, nuove tendenze provenienti dall'estero, in particolar modo dalla Francia. Nel 1888, attraverso Margherita, venne proposto per la prima volta in Italia il tailleur, in arrivo da Parigi. Una buona parte delle pagine, stampate su pagine di carta finissima, erano dedicate alla narrativa, cui lavoravano, oltre ai già citati Bersezio, Serao e Cattermole, anche Neera, Anton Giulio Barrili e Enrico Castelnuovo. Virginia Tedeschi Treves, moglie di Giuseppe Treves, comproprietario col fratello Emilio della casa editrice omonima, e direttrice della rivista stessa, era annoverata tra i vari autori di racconti in quanto lei stessa scrittrice, sotto lo pseudonimo di Cordelia. Coprì questo ruolo fino al 1916, anno della sua morte, dopo di che la direzione passò a Amelia Brizzi Ramazzotti.
Per poter allargare il proprio pubblico, la casa editrice Treves iniziò a pubblicare dal 1888 una rivista più economica, ma con gli stessi figurini usati da Margherita, l'Eco della Moda, vendibile a 5 lire per numero e pubblicato tre mesi dopo la rivista madre, presente in edicola fino al 1912. A partire dal 1891, il costo dell’abbonamento, che era passato da settimanale a quindicinale, scese a 18 lire l’anno per 20 pagine, dalle 24 originali.
L'ultimo numero della rivista, che ormai aveva raggiunto una pubblicazione non più a cadenza bisettimanale ma mensile, risale al giugno del 1921.